# 1995 BR4
1995 BR4 är en asteroid i huvudbältet som upptäcktes den 31 januari 1995 av de båda japanska astronomerna Takeshi Urata och Yoshisada Shimizu vid Nachi-Katsuura-observatoriet.
Asteroiden har en diameter på ungefär 5 kilometer.